# Lucile Grahn

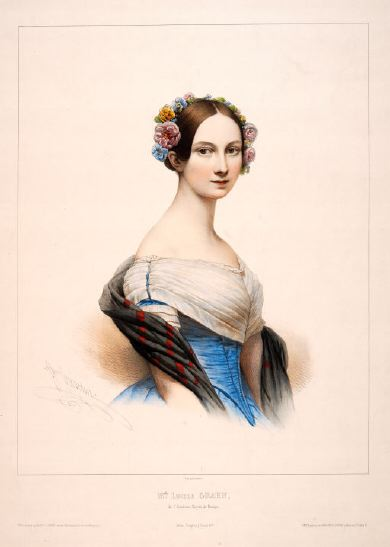
Lucile Grahn (1845)

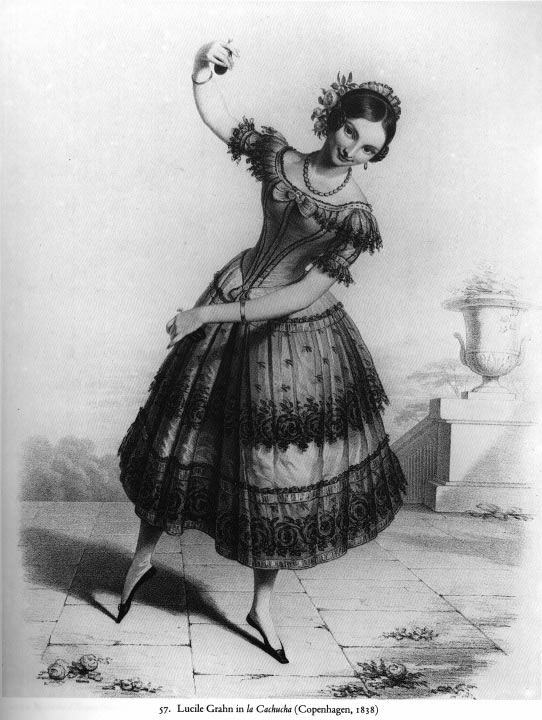
Lucile Grahn im Ballett La Cachucha

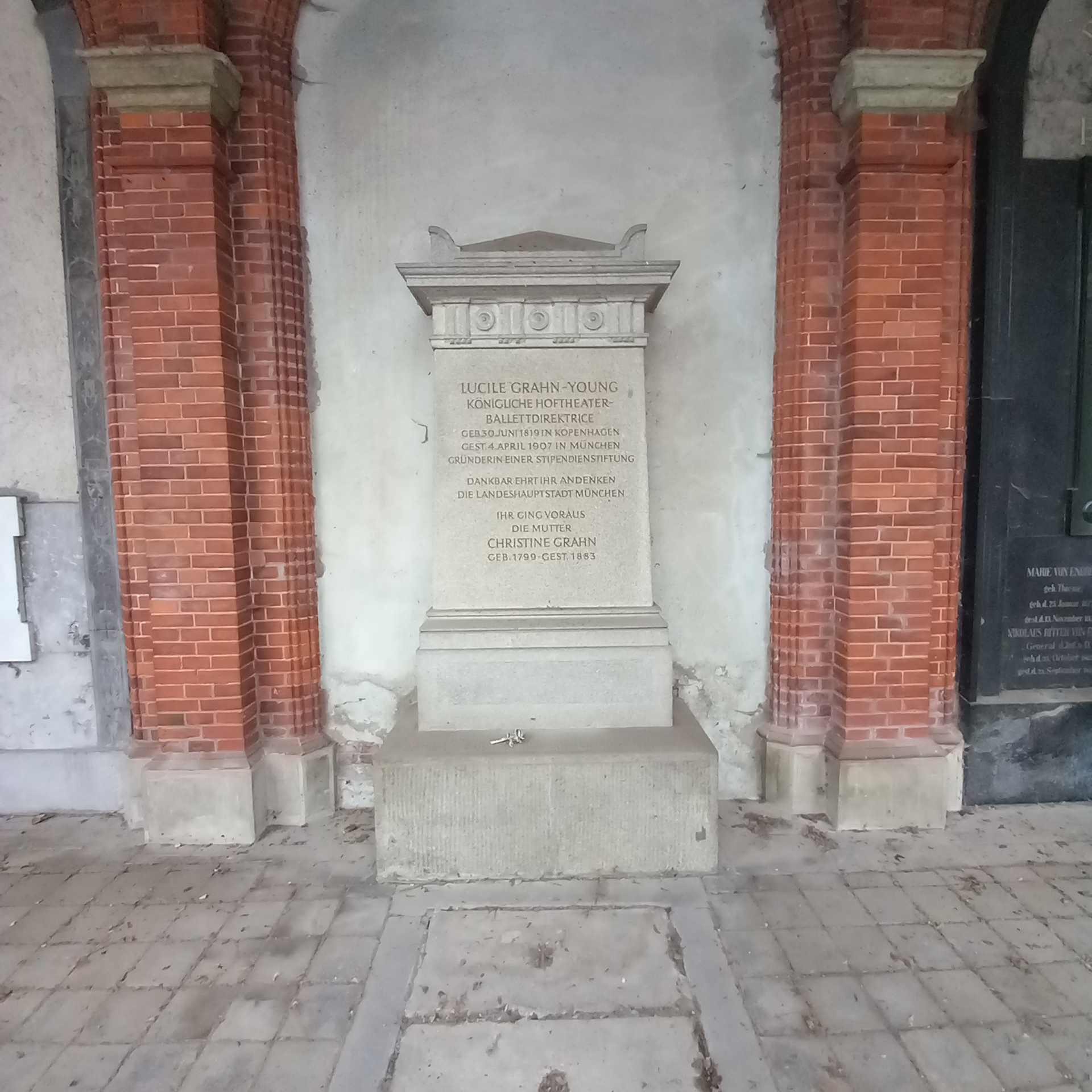
Das Grab von Lucile Grahn auf dem Alten Nordfriedhof in München

Lucile Grahn, mit vollem Geburtsnamen Lucina Alexia Grahn (* 30. Juni 1819 in Kopenhagen; † 4. April 1907 in München) war eine dänische Tänzerin und Ballettmeisterin. Sie galt als die talentierteste dänische Ballerina des 19. Jahrhunderts.

## Leben
Grahn debütierte 1829 als Kind am Königlich Dänischen Ballett, als der Choreograf August Bournonville ihr Training übernahm, zu ihrem Mentor wurde und sich später in sie verliebte.
1834 folgte sie im Alter von erst 15 Jahren dem 14 Jahre älteren Bournonville nach Paris an die Oper. Ihr Traum, dort zu tanzen, verursachte Probleme zwischen ihr und Bournonville, der ihr das zu untersagen versuchte. Grahn umging ihn jedoch und wandte sich direkt an die dänische Prinzessin Wilhelmina, die ihr die Genehmigung zu einem Gastspiel erteilte.
Nachdem sie vier Monate an der Pariser Oper getanzt hatte, eröffnete sich ihr die Möglichkeit, die indisponierte Fanny Elssler in der von Bournonville choreografierten La Sylphide zu vertreten. Das Fachpublikum war der Meinung, Grahn passe vom Typ her besser zu dieser Rolle als die eher „erdverbunden“ erscheinende Fanny Elssler und feierte sie entsprechend, womit sie sich die Eifersucht der älteren Kollegin zuzog. Diese Rolle gilt als der größte Erfolg ihrer Karriere.
Als sie nach Dänemark zurückkehrte, machte Bournonville ihr das Leben weiter schwer. Er sei diktatorisch, grausam und besitzergreifend – so beschwerte sie sich. Aber auch gegen seinen Wunsch erreichte sie es, erneut eine königliche Genehmigung für Gastspiele, dieses Mal sechs Auftritte in Hamburg, zu erhalten. 1839 verließ sie Dänemark und Bournonville, und kehrte nie wieder zurück. Ihr nächstes wichtiges Engagement war 1840 in Russland, wo sie Marie Taglionis Rollen übernahm. Ihr Gastspiel in Sankt Petersburg war nur von kurzer Dauer, da sie dort auf eine ebenfalls eifersüchtige und intrigierende Elena Andreianova traf.
1844 verbrachte Grahn in Mailand und ging anschließend nach London. In den folgenden zwei Jahren hatte sie nur wenige Auftritte. 1845 wurde sie von Jules Perrot eingeladen, an Her Majesty’s Theatre in London in seinem Divertissement Pas de Quatre mit Marie Taglioni, Carlotta Grisi und Fanny Cerrito zu tanzen, was wegen des direkten Zusammentreffens der verfeindeten Ballerinen als besonders Ereignis unter den Ballettfreunden beurteilt wurde. Zum Auftritt am 12. Juli 1845 konnten die vier rivalisierenden Ballerinen nur mit Mühe bewogen werden. Einer Anekdote zufolge wollte jede der vier Ballerinen zuerst auf die Bühne kommen. Der Streit konnte erst beigelegt werden, als der Direktor vorschlug, der Ältesten den Vortritt zu lassen.
1848 zog Grahn nach Hamburg und begeisterte sich für das Leben in Deutschland, so dass sie ein Haus in München erwarb, wo sie fortan lebte und am damaligen Münchner Hoftheater lehrte und choreografierte. 1856 heiratete sie den 1824 in Budapest geborenen Tenor Friedrich Young, der sich 1863 in Würzburg bei einem Unfall auf der Bühne so schwere Kopfverletzungen zuzog, dass er seine Karriere beenden musste und 1884 in der Heilanstalt Kennenburg an den Spätfolgen verstarb.
Nach 30 Jahren der Trennung traf Grahn 1869 Bournonville noch einmal und versöhnte sich mit ihm, auch wenn es zu keiner Liebesbeziehung mehr kam.
Sie überlebte ihren Ehemann um 23 Jahre, band sich aber nicht mehr. In ihrem Testament vererbte sie ihren gesamten Besitz den notleidenden Kindern der Stadt München, die zu ihren Ehren eine Straße neben dem Prinzregententheater benannte.
Grahn ist als eine magere, durchscheinende, geradezu „ätherisch“ wirkende Erscheinung überliefert, die allerdings über einen starken Willen und Durchsetzungsvermögen verfügte.